# Economische regio Oeral
De economische regio Oeral (Russisch: Уральский экономический район; [Oeralskij ekonomitsjeski rajon]) is een van de twaalf economische regio's van Rusland. Het gebied omvat het midden en zuiden van de Oeral en gedeelten van het Russisch Laagland en het West-Siberisch Laagland. Met ongeveer 824.000 km² is het iets groter dan Turkije.

## Deelgebieden
- Basjkirostan
- Oedmoertië
- Oblast Koergan
- Oblast Orenburg
- Kraj Perm
- Oblast Sverdlovsk
- Oblast Tsjeljabinsk

## Economie
De regio is na de Centrale economische regio de grootste industriële regio van Rusland. In de Sovjet-Unie was het een belangrijk Russisch centrum voor de productie van ijzer en staal. In Basjkirostan bevond zich het grootste centrum voor de productie van olie. Daarnaast is er sinds de 17e eeuw een grote mijnbouwsector ontstaan in met name de Zuidelijke, Centrale en Noordelijke Oeral.
De drie belangrijkste industriële sectoren zijn de metaalverwerkende en de non-ferro industrie en de machinebouw. Verder zijn de chemische industrie, petro-chemische industrie, olie- en gasindustrie en de houtverwerkende industrie belangrijk. De non-ferro industrie produceert titanium, magnesium, koper, nikkel, aluminium en andere metalen.
De grootste industriesteden worden gevormd door Magnitogorsk, Jekaterinenburg, Tsjeljabinsk, Nizjni Tagil en Perm. Het gebied wordt doorkruist door vele spoorwegen. Daarnaast vindt vervoer plaats over de rivieren, waarvan de Kama, Belaja en de Oeral tot de belangrijkste behoren.
De landbouw bestaat voornamelijk uit zomertarwe en vlees- en melkproductie.
De regio is ook qua energieproductie en -consumptie de tweede regio van Rusland. De regio bevat enkele grote energiecentrales, maar kan echter niet voldoen in de vraag en is daardoor een netto-importeur van energie.

## Sociaal-economische indicatoren
De economische regio heeft na de centrale economische regio het hoogste inwoneraantal en daarmee ook een hoog bruto regionaal product, dat vooral is gebaseerd op de stedelijke economie. Het inkomen per hoofd van de bevolking ligt boven het nationaal gemiddelde, maar het gemiddelde maandloon ligt echter iets lager dan het gemiddelde is. Door het instortten van de staatseconomie in de jaren 90 raakten er veel bedrijven in de problemen. Dit heeft onder andere geresulteerd in jarenlange problemen bij sommige bedrijven, waardoor het percentage van de lonen die volledig werden uitbetaald beneden het nationale gemiddelde ligt.
Een groot deel van de bevolking werkt nog steeds in staatsbedrijven; het percentage dat werkt in bedrijven in de private sector ligt een kwart beneden het nationale gemiddelde.
Centraal · Centraal-Tsjernozjom · Noord · Noord-Kaukasus · Noordwest · Oeral · Oost-Siberië · Povolzje · Verre Oosten · West-Siberië · Wolga-Vjatka